# Derrick Rose
Derrick Martell Rose Sr. (Chicago, 4 oktober 1988) is een voormalig Amerikaans basketbalspeler in de NBA. Rose was een Point-guard.

## Biografie
Derrick Rose speelt basketbal sinds zijn zevende jaar. In college speelde hij bij de University of Memphis Tigers en bereikt daarmee in het seizoen 2007/2008 de NCAA-finale. Kort daarna, in 2008, wordt Rose als eerste gedraft door de Chicago Bulls. In 2008, zijn eerste jaar in de NBA, wordt Rose verkozen tot Rookie of the Year en wordt hij geselecteerd voor het All-Rookie Team. In 2010 wordt Rose voor het eerst gekozen als All-Star voor de 2010 NBA All-Star-wedstrijd en in 2011 wordt hij als starting guard gekozen. Hij is dan de eerste All-Star starter van de Chicago Bulls sinds Michael Jordan. Hij scoorde in zijn carrière tot dan toe de meeste punten in één wedstrijd tegen de San Antonio Spurs: 42 punten.
In mei 2011 werd Rose verkozen tot MVP van dat seizoen. Hij is daarmee de jongste MVP in de geschiedenis van de NBA. 
De play-offs in 2012 begonnen dramatisch. In de eerste wedstrijd tegen de Philadelphia 76ers scheurde Rose zijn kruisbanden (links). Hierdoor moest hij ook het hele seizoen 2012-2013 missen. In 2013 kwam hij weer terug, maar op 22 november scheurde Rose zijn meniscus (rechts). Hij maakte zijn tweede comeback in het begin van het seizoen 2014-2015 maar, al na 10 wedstrijden lag hij alweer uit omwille van een mogelijk gescheurde hamstring. Een 3e comeback maakte hij dan weer in het seizoen 2014-2015, waarin hij opnieuw 31 wedstrijden miste door een nieuwe blessure aan zijn rechter meniscus. Seizoen 2015-2016 werd het laatste van Rose bij de Bulls. Hij speelde 66 wedstrijden.
Op 22 juni 2016 werd Rose samen met Justin Holiday en een 2017 second-round draft pick geruild voor José Calderón, Jerian Grant en Robin Lopez van de New York Knicks. Daar speelde hij 64 wedstrijden vooraleer op 2 april 2017 alweer ernstig geblesseerd te raken, deze maal aan de linkermeniscus, en de rest van het seizoen te missen.
Op 25 juli 2017, tekende Rose bij de Cleveland Cavaliers. Op 20 oktober 2017 raakte Rose wederom geblesseerd, ditmaal aan de linkerenkel.
Op trade deadline day in februari 2018 werd Rose getrade naar de Minnesota Timberwolves. Op 31 oktober 2018, bij zijn eerste basisopstelling in het seizoen, scoorde Rose 50 punten bij de 128–125 winst tegen Utah Jazz, een nieuw persoonlijk record.
Voor seizoen 2019-2020 speelt Rose bij de Detroit Pistons. Op februari 8 2021, werd Rose geruild naar de New York Knicks, waarvoor hij reeds eerder speelde. Hij komt hier wederom te werken met coach Tom Thibodeau.